# Ubertino Zuccardi
Ubertino Zuccardi (né v. 1480, à Corregio, en Émilie-Romagne - mort le 30 mai 1541) était un jurisconsulte italien de la Renaissance, issu d'une ancienne famille, qui fut professeur de droit.

## Biographie
Ubertino Zuccardi acheva ses études à l'académie de Bologne, où il reçut, en 1505, le laurier doctoral. Sa mère, veuve depuis quelques années, ayant embrassé la vie religieuse, il fut obligé de la suppléer dans tous les détails de l'administration domestique, et de veiller à l'éducation ainsi qu'à l'établissement de ses jeunes frères.
Après avoir rempli les fonctions d'auditeur à la rote de Florence et à celle de Sienne, il fut nommé, en 1519, professeur de droit civil à l'académie de Ferrare. Dès l'année suivante, le duc Alphonse Ier lui fit expédier, en récompense de ses talents, un diplôme portant exemption de diverses charges publiques pour lui et ses descendants. Girolamo Tiraboschi a publié, dans la Biblioth. Modenese, t. 5, p. 436. cette pièce, qui peut servir à faire connaître la nature des privilèges que les souverains accordaient à cette époque. Ubertino mourut le 30 mai 1541 laissant deux fils qui se sont distingués dans là carrière des armes.

## Œuvres
On a de lui : 
1. Aurea et subtïlia. commentaria super L. fin, de edicto D. Adriani, Ferrare, 1537 ;
2. Tractatus de missione in possessionem, Lyon, 1533. Cet ouvrage et le précédent ont été réimprimés à Cologne, en 1587.
3. Consilia seu responsa, Venise, 1595, in-fol. Ce volume est le seul qui ait paru.
4. Repetitiones, etc.

## Sources
- « Ubertino Zuccardi », dans Louis-Gabriel Michaud, Biographie universelle ancienne et moderne : histoire par ordre alphabétique de la vie publique et privée de tous les hommes avec la collaboration de plus de 300 savants et littérateurs français ou étrangers, 2e édition, 1843-1865 [détail de l’édition]